# Aphantorhaphopsis samarensis
Aphantorhaphopsis samarensis là một loài ruồi trong họ Tachinidae.